# Ola Aina
Temitayo Olufisayo Olaoluwa Aina, meglio noto come Ola Aina (Londra, 8 ottobre 1996), è un calciatore inglese naturalizzato nigeriano, difensore del Nottingham Forest  e della nazionale nigeriana.

## Biografia
Nel luglio del 2025, è stato uno dei sei giocatori della nazionale maschile nigeriana a donare l'equivalente di un milione di naira a ciascuna delle 24 giocatrici della rosa della nazionale femminile vincitrice della Coppa d'Africa dello stesso anno.

## Caratteristiche tecniche
È un terzino destro dotato di grande velocità, potenza fisica, aggressività e accelerazione. È in grado anche di battere lunghe rimesse laterali, oltre a potere ricoprire ruolo di terzino sinistro.

## Carriera

### Club

#### Chelsea
Cresciuto nel settore giovanile del Chelsea, esordisce in prima squadra il 23 agosto 2016, nel corso della partita vinta per 3-2 contro il Bristol Rovers, valida per il secondo turno di Coppa di Lega, giocando da titolare e venendo sostituito al 77º minuto da John Terry.

#### Hull City
L'11 luglio 2017 viene ceduto in prestito stagionale all'Hull City. Segna il suo primo gol con la maglia delle tigri il 6 gennaio 2018 contro il Blackburn, incontro valido per il terzo turno della FA Cup.

#### Torino e prestito al Fulham
Il 14 agosto 2018, dopo avere rinnovato il suo contratto con il Chelsea fino al 2021, viene acquisito in prestito con diritto di opzione dal Torino.
Esordisce in campionato il 19 agosto in Torino-Roma (0-1) valevole per la prima giornata di campionato entrando al posto di Lorenzo De Silvestri uscito per infortunio al 24' del primo tempo. Sigla il suo primo gol in Serie A il 10 febbraio 2019, nella gara casalinga contro l'Udinese. Dopo avere collezionato 30 presenze, 1 gol e 3 assist, l'11 giugno 2019 viene annunciato il suo passaggio a titolo definitivo al Torino in cambio di 10 milioni di euro.
Nella seconda annata a Torino Aina non ripete le prestazioni dell'anno precedente.
L'11 settembre 2020 fa il suo ritorno in Inghilterra al Fulham in prestito per 2,5 milioni di euro con diritto di riscatto per 12,5 milioni.
Al termine della stagione non verrà esercitato il riscatto e dal 1º luglio 2021 torna ufficialmente al Torino. Questa volta viene messo sin da subito nelle rotazioni dal mister dei granata Ivan Jurić.
Il 23 ottobre 2022 segna il suo secondo gol della sua esperienza granata, contribuendo al successo per 2-1 sul campo dell'Udinese. Alla fine della stagione 2022-2023, decide di non rinnovare il contratto dopo 112 presenze, di cui 102 in campionato, e 2 reti in 4 stagioni totali.

#### Nottingham Forest
Il 21 luglio 2023 viene acquistato dal Nottingham Forest a parametro zero.

### Nazionale
Dopo aver giocato con tutte le rappresentative giovanili inglesi, nel maggio del 2017 ottiene il passaporto nigeriano, decidendo così di rendersi convocabile dalle Super Eagles (il giocatore ha poi dichiarato che per la sua scelta è stata fondamentale la presenza del suo ex compagno di squadra John Obi Mikel). Dopo aver ricevuto la prima chiamata in nazionale nel mese di agosto, debutta il 7 ottobre, nella partita di qualificazione al Mondiale 2018 vinta per 1-0 contro lo Zambia. Alla Coppa d'Africa 2019 in Egitto disputa 5 partite, concludendo il torneo al 3º posto.

## Statistiche

### Presenze e reti nei club
Statistiche aggiornate al 6 gennaio 2025.
| Stagione                 | Squadra                  | Campionato               | Campionato | Campionato | Coppe nazionali | Coppe nazionali | Coppe nazionali | Coppe continentali | Coppe continentali | Coppe continentali | Altre coppe | Altre coppe | Altre coppe | Totale | Totale | Totale |
| Stagione                 | Squadra                  | Comp                     | Pres       | Reti       | Comp            | Pres            | Reti            | Comp               | Pres               | Reti               | Comp        | Pres        | Reti        | Pres   | Reti   |        |
| ------------------------ | ------------------------ | ------------------------ | ---------- | ---------- | --------------- | --------------- | --------------- | ------------------ | ------------------ | ------------------ | ----------- | ----------- | ----------- | ------ | ------ | ------ |
| 2016-2017                | Chelsea                  | PL                       | 3          | 0          | FACup+CdL       | 1+2             | 0+0             | -                  | -                  | -                  | -           | -           | -           | 6      | 0      |        |
| 2017-2018                | Hull City                | FLC                      | 44         | 0          | FACup+CdL       | 2+0             | 1+0             | -                  | -                  | -                  | -           | -           | -           | 46     | 1      |        |
| 2018-2019                | Torino                   | A                        | 30         | 1          | CI              | 2               | 0               | -                  | -                  | -                  | -           | -           | -           | 32     | 1      |        |
| 2019-2020                | Torino                   | A                        | 32         | 0          | CI              | 2               | 0               | UEL                | 3                  | 0                  | -           | -           | -           | 37     | 0      |        |
| 2020-2021                | Fulham                   | PL                       | 30         | 2          | FACup+CdL       | 1+1             | 0+0             | -                  | -                  | -                  | -           | -           | -           | 32     | 2      |        |
| 2021-2022                | Torino                   | A                        | 21         | 0          | CI              | 2               | 0               | -                  | -                  | -                  | -           | -           | -           | 23     | 0      |        |
| 2022-2023                | Torino                   | A                        | 19         | 1          | CI              | 2               | 0               | -                  | -                  | -                  | -           | -           | -           | 21     | 1      |        |
| Totale Torino            | Totale Torino            | Totale Torino            | 102        | 2          |                 | 8               | 0               |                    | 3                  | 0                  |             | -           | -           | 113    | 2      |        |
| 2023-2024                | Nottingham Forest        | PL                       | 22         | 1          | FACup+CdL       | 0+0             | 0+0             | -                  | -                  | -                  | -           | -           | -           | 22     | 1      |        |
| 2024-2025                | Nottingham Forest        | PL                       | 20         | 2          | FACup+CdL       | 0+0             | 0+0             | -                  | -                  | -                  | -           | -           | -           | 20     | 2      |        |
| Totale Nottingham Forest | Totale Nottingham Forest | Totale Nottingham Forest | 42         | 3          |                 | 0               | 0               |                    | -                  | -                  |             | -           | -           | 42     | 3      |        |
| Totale carriera          | Totale carriera          | Totale carriera          | 221        | 7          |                 | 15              | 1               |                    | 3                  | 0                  |             | -           | -           | 239    | 8      |        |

### Cronologia presenze e reti in nazionale
| Cronologia completa delle presenze e delle reti in nazionale ― Nigeria | Cronologia completa delle presenze e delle reti in nazionale ― Nigeria | Cronologia completa delle presenze e delle reti in nazionale ― Nigeria | Cronologia completa delle presenze e delle reti in nazionale ― Nigeria | Cronologia completa delle presenze e delle reti in nazionale ― Nigeria | Cronologia completa delle presenze e delle reti in nazionale ― Nigeria | Cronologia completa delle presenze e delle reti in nazionale ― Nigeria | Cronologia completa delle presenze e delle reti in nazionale ― Nigeria |
| Data                                                                   | Città                                                                  | In casa                                                                | Risultato                                                              | Ospiti                                                                 | Competizione                                                           | Reti                                                                   | Note                                                                   |
| ---------------------------------------------------------------------- | ---------------------------------------------------------------------- | ---------------------------------------------------------------------- | ---------------------------------------------------------------------- | ---------------------------------------------------------------------- | ---------------------------------------------------------------------- | ---------------------------------------------------------------------- | ---------------------------------------------------------------------- |
| 7-10-2017                                                              | Abuja                                                                  | Nigeria                                                                | 1 – 0                                                                  | Zambia                                                                 | Qual. Mondiali 2018                                                    | -                                                                      | 79’                                                                    |
| 10-11-2017                                                             | Costantina                                                             | Algeria                                                                | 1 – 1                                                                  | Nigeria                                                                | Qual. Mondiali 2018                                                    | -                                                                      |                                                                        |
| 14-11-2017                                                             | Krasnodar                                                              | Argentina                                                              | 2 – 4                                                                  | Nigeria                                                                | Amichevole                                                             | -                                                                      | 45’                                                                    |
| 27-3-2018                                                              | Londra                                                                 | Nigeria                                                                | 0 – 2                                                                  | Serbia                                                                 | Amichevole                                                             | -                                                                      | 85’                                                                    |
| 28-5-2018                                                              | Port Harcourt                                                          | Nigeria                                                                | 1 – 1                                                                  | RD del Congo                                                           | Amichevole                                                             | -                                                                      | 46’ 78’                                                                |
| 13-10-2018                                                             | Kaduna                                                                 | Nigeria                                                                | 4 – 0                                                                  | Libia                                                                  | Qual. Coppa d'Africa 2019                                              | -                                                                      | 19’                                                                    |
| 16-10-2018                                                             | Sfax                                                                   | Libia                                                                  | 2 – 3                                                                  | Nigeria                                                                | Qual. Coppa d'Africa 2019                                              | -                                                                      |                                                                        |
| 8-6-2019                                                               | Asaba                                                                  | Nigeria                                                                | 0 – 0                                                                  | Zimbabwe                                                               | Amichevole                                                             | -                                                                      | 46’                                                                    |
| 16-6-2019                                                              | Ismailia                                                               | Senegal                                                                | 1 – 0                                                                  | Nigeria                                                                | Amichevole                                                             | -                                                                      | Ingresso                                                               |
| 22-6-2019                                                              | Alessandria d'Egitto                                                   | Nigeria                                                                | 1 – 0                                                                  | Burundi                                                                | Coppa d'Africa 2019 - 1º turno                                         | -                                                                      |                                                                        |
| 26-6-2019                                                              | Alessandria d'Egitto                                                   | Nigeria                                                                | 1 – 0                                                                  | Guinea                                                                 | Coppa d'Africa 2019 - 1º turno                                         | -                                                                      |                                                                        |
| 30-6-2019                                                              | Alessandria d'Egitto                                                   | Madagascar                                                             | 2 – 0                                                                  | Nigeria                                                                | Coppa d'Africa 2019 - 1º turno                                         | -                                                                      |                                                                        |
| 6-7-2019                                                               | Alessandria d'Egitto                                                   | Nigeria                                                                | 3 – 2                                                                  | Camerun                                                                | Coppa d'Africa 2019 - Ottavi di finale                                 | -                                                                      |                                                                        |
| 17-7-2019                                                              | Il Cairo                                                               | Tunisia                                                                | 0 – 1                                                                  | Nigeria                                                                | Coppa d'Africa 2019 - Finale 3º posto                                  | -                                                                      |                                                                        |
| 10-9-2019                                                              | Dnipropetrovsk                                                         | Ucraina                                                                | 2 – 2                                                                  | Nigeria                                                                | Amichevole                                                             | -                                                                      |                                                                        |
| 13-11-2019                                                             | Uyo                                                                    | Nigeria                                                                | 2 – 1                                                                  | Benin                                                                  | Qual. Coppa d'Africa 2021                                              | -                                                                      | 73’                                                                    |
| 17-11-2019                                                             | Maseru                                                                 | Lesotho                                                                | 2 – 4                                                                  | Nigeria                                                                | Qual. Coppa d'Africa 2021                                              | -                                                                      |                                                                        |
| 17-11-2020                                                             | Freetown                                                               | Sierra Leone                                                           | 0 – 0                                                                  | Nigeria                                                                | Qual. Coppa d'Africa 2021                                              | -                                                                      |                                                                        |
| 27-3-2021                                                              | Cotonou                                                                | Benin                                                                  | 0 – 1                                                                  | Nigeria                                                                | Qual. Coppa d'Africa 2021                                              | -                                                                      | 84’                                                                    |
| 3-9-2021                                                               | Lagos                                                                  | Nigeria                                                                | 2 – 0                                                                  | Liberia                                                                | Qual. Mondiali 2022                                                    | -                                                                      |                                                                        |
| 7-10-2021                                                              | Lagos                                                                  | Nigeria                                                                | 0 – 1                                                                  | Rep. Centrafricana                                                     | Qual. Mondiali 2022                                                    | -                                                                      |                                                                        |
| 11-1-2022                                                              | Garoua                                                                 | Nigeria                                                                | 1 – 0                                                                  | Egitto                                                                 | Coppa d'Africa 2021 - 1º turno                                         | -                                                                      |                                                                        |
| 15-1-2022                                                              | Garoua                                                                 | Nigeria                                                                | 3 – 1                                                                  | Sudan                                                                  | Coppa d'Africa 2021 - 1º turno                                         | -                                                                      | 69’                                                                    |
| 23-1-2022                                                              | Garoua                                                                 | Nigeria                                                                | 0 – 1                                                                  | Tunisia                                                                | Coppa d'Africa 2021 - Ottavi di finale                                 | -                                                                      |                                                                        |
| 25-3-2022                                                              | Kumasi                                                                 | Ghana                                                                  | 0 – 0                                                                  | Nigeria                                                                | Qual. Mondiali 2022                                                    | -                                                                      |                                                                        |
| 29-3-2022                                                              | Abuja                                                                  | Nigeria                                                                | 1 – 1                                                                  | Ghana                                                                  | Qual. Mondiali 2022                                                    | -                                                                      |                                                                        |
| 3-6-2022                                                               | Harrison                                                               | Ecuador                                                                | 1 – 0                                                                  | Nigeria                                                                | Amichevole                                                             | -                                                                      | 46’                                                                    |
| 9-6-2022                                                               | Abuja                                                                  | Nigeria                                                                | 2 – 1                                                                  | Sierra Leone                                                           | Qual. Coppa d'Africa 2023                                              | -                                                                      | 72’ 82’                                                                |
| 13-6-2022                                                              | Agadir                                                                 | São Tomé e Príncipe                                                    | 0 – 10                                                                 | Nigeria                                                                | Qual. Coppa d'Africa 2023                                              | -                                                                      | 58’                                                                    |
| 27-9-2022                                                              | Bir El Djir                                                            | Algeria                                                                | 2 – 1                                                                  | Nigeria                                                                | Amichevole                                                             | -                                                                      |                                                                        |
| 10-9-2023                                                              | Uyo                                                                    | Nigeria                                                                | 6 – 0                                                                  | São Tomé e Príncipe                                                    | Qual. Coppa d'Africa 2023                                              | -                                                                      | 73’                                                                    |
| 16-11-2023                                                             | Uyo                                                                    | Nigeria                                                                | 1 – 1                                                                  | Lesotho                                                                | Qual. Mondiali 2026                                                    | -                                                                      | 84’                                                                    |
| 19-11-2023                                                             | Butare                                                                 | Zimbabwe                                                               | 1 – 1                                                                  | Nigeria                                                                | Qual. Mondiali 2026                                                    | -                                                                      | 46’                                                                    |
| 14-1-2024                                                              | Abidjan                                                                | Nigeria                                                                | 1 – 1                                                                  | Guinea Equatoriale                                                     | Coppa d'Africa 2023 - 1º turno                                         | -                                                                      | 83’                                                                    |
| 18-1-2024                                                              | Abidjan                                                                | Costa d'Avorio                                                         | 0 – 1                                                                  | Nigeria                                                                | Coppa d'Africa 2023 - 1º turno                                         | -                                                                      |                                                                        |
| 22-1-2024                                                              | Abidjan                                                                | Guinea-Bissau                                                          | 0 – 1                                                                  | Nigeria                                                                | Coppa d'Africa 2023 - 1º turno                                         | -                                                                      | 90+4’                                                                  |
| 27-1-2024                                                              | Abidjan                                                                | Nigeria                                                                | 2 – 0                                                                  | Camerun                                                                | Coppa d'Africa 2023 - Ottavi di finale                                 | -                                                                      | 90+5’                                                                  |
| 2-2-2024                                                               | Abidjan                                                                | Nigeria                                                                | 1 – 0                                                                  | Angola                                                                 | Coppa d'Africa 2023 - Quarti di finale                                 | -                                                                      |                                                                        |
| 7-2-2024                                                               | Bouaké                                                                 | Nigeria                                                                | 1 – 1 dts (4 – 2 dtr)                                                  | Sudafrica                                                              | Coppa d'Africa 2023 - Semifinale                                       | -                                                                      |                                                                        |
| 12-2-2024                                                              | Abidjan                                                                | Nigeria                                                                | 1 – 2                                                                  | Costa d'Avorio                                                         | Coppa d'Africa 2023 - Finale                                           | -                                                                      | 90’                                                                    |
| 7-9-2024                                                               | Uyo                                                                    | Nigeria                                                                | 3 – 0                                                                  | Benin                                                                  | Qual. Coppa d'Africa 2025                                              | -                                                                      |                                                                        |
| 10-9-2024                                                              | Kigali                                                                 | Ruanda                                                                 | 0 – 0                                                                  | Nigeria                                                                | Qual. Coppa d'Africa 2025                                              | -                                                                      | 40+3’                                                                  |
| 11-10-2024                                                             | Uyo                                                                    | Nigeria                                                                | 1 – 0                                                                  | Libia                                                                  | Qual. Coppa d'Africa 2025                                              | -                                                                      |                                                                        |
| 14-11-2024                                                             | Abidjan                                                                | Benin                                                                  | 1 – 1                                                                  | Nigeria                                                                | Qual. Coppa d'Africa 2025                                              | -                                                                      | 82’                                                                    |
| 21-3-2025                                                              | Kigali                                                                 | Ruanda                                                                 | 0 – 2                                                                  | Nigeria                                                                | Qual. Mondiali 2026                                                    | -                                                                      | 67’                                                                    |
| 25-3-2025                                                              | Uyo                                                                    | Nigeria                                                                | 1 – 1                                                                  | Zimbabwe                                                               | Qual. Mondiali 2026                                                    | -                                                                      |                                                                        |
| Totale                                                                 |                                                                        | Presenze                                                               | 46                                                                     |                                                                        | Reti                                                                   | 0                                                                      |                                                                        |

## Palmarès

### Club

#### Competizioni nazionali
- Campionato inglese: 1

Chelsea: 2016-2017

#### Competizioni giovanili
- UEFA Youth League: 2

Chelsea: 2014-15, 2015-16
- FA Youth Cup: 2

Chelsea: 2013-14, 2014-15